# 아이폰 (1세대)
아이폰(영어: iPhone)은 애플이 공개한 최초의 애플 스마트폰이다. 1세대 아이폰은 2G방식을 지원한다. 아이폰은 2007년 1월 9일 애플의 공식행사에서 당시 애플의 CEO였던 스티브 잡스가 발표하였고, 2007년 6월 29일 제품이 출시되었다. 아이폰의 주요 특징은 전화와 인터넷 커뮤니케이션, iPod의 통합이다. 이 밖에도 3.5형의 멀티터치 스크린의 탑재 등이 있다.

## 사진

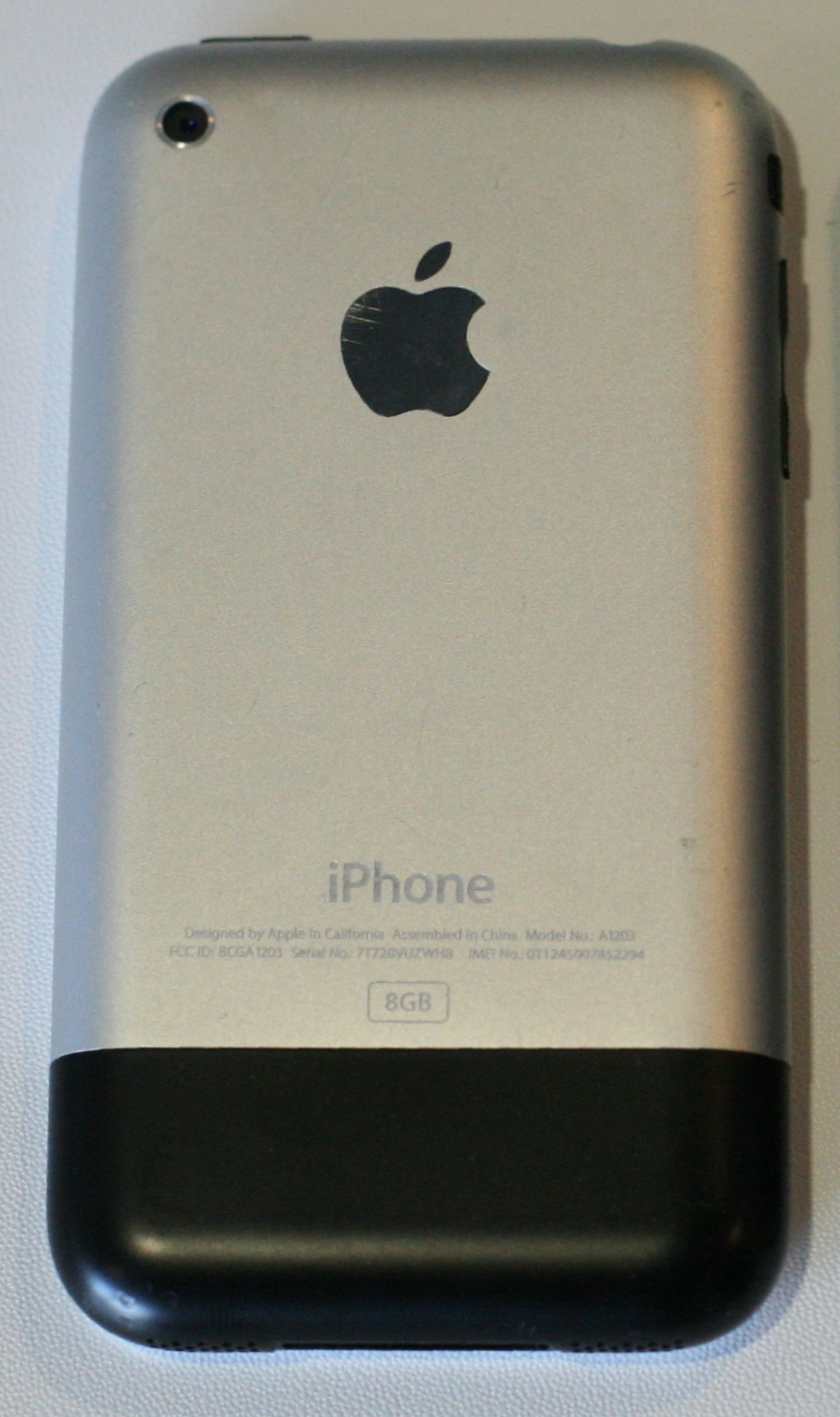
아이폰 후면
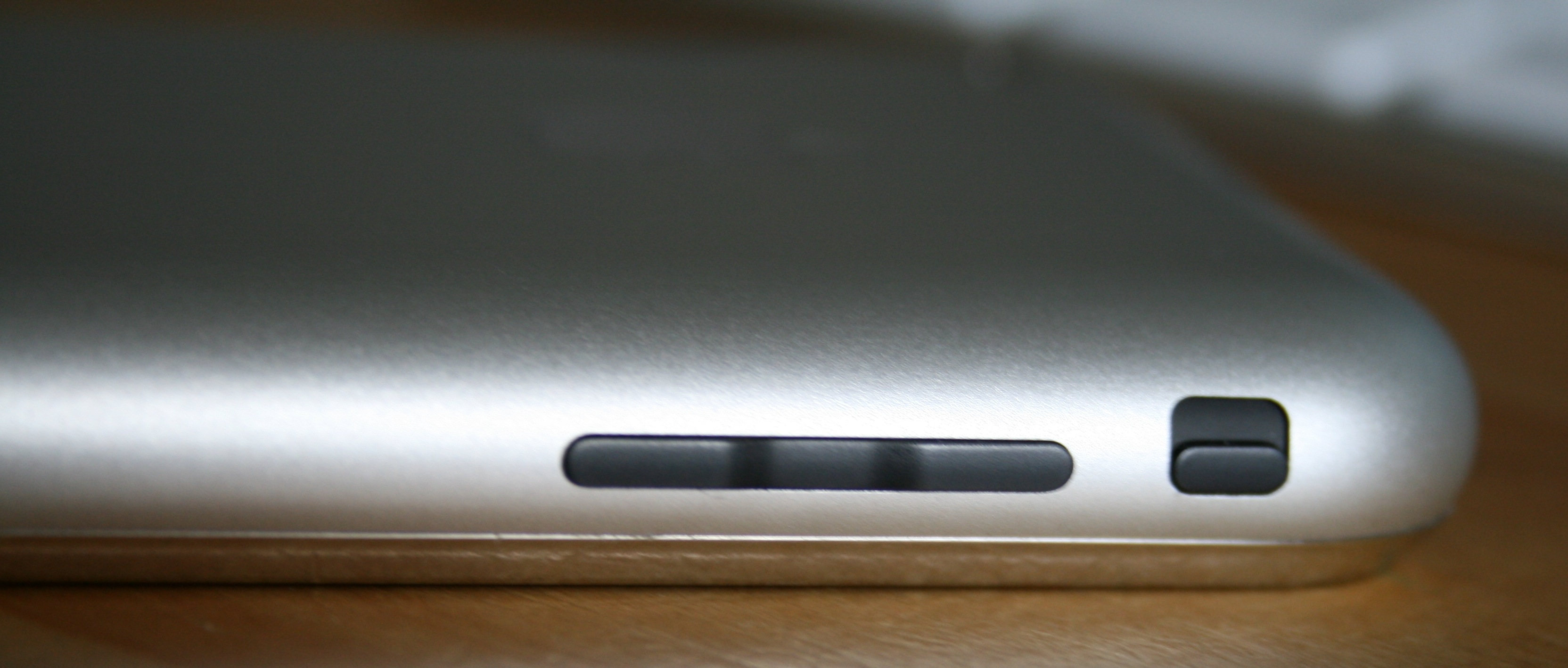
아이폰 좌측면
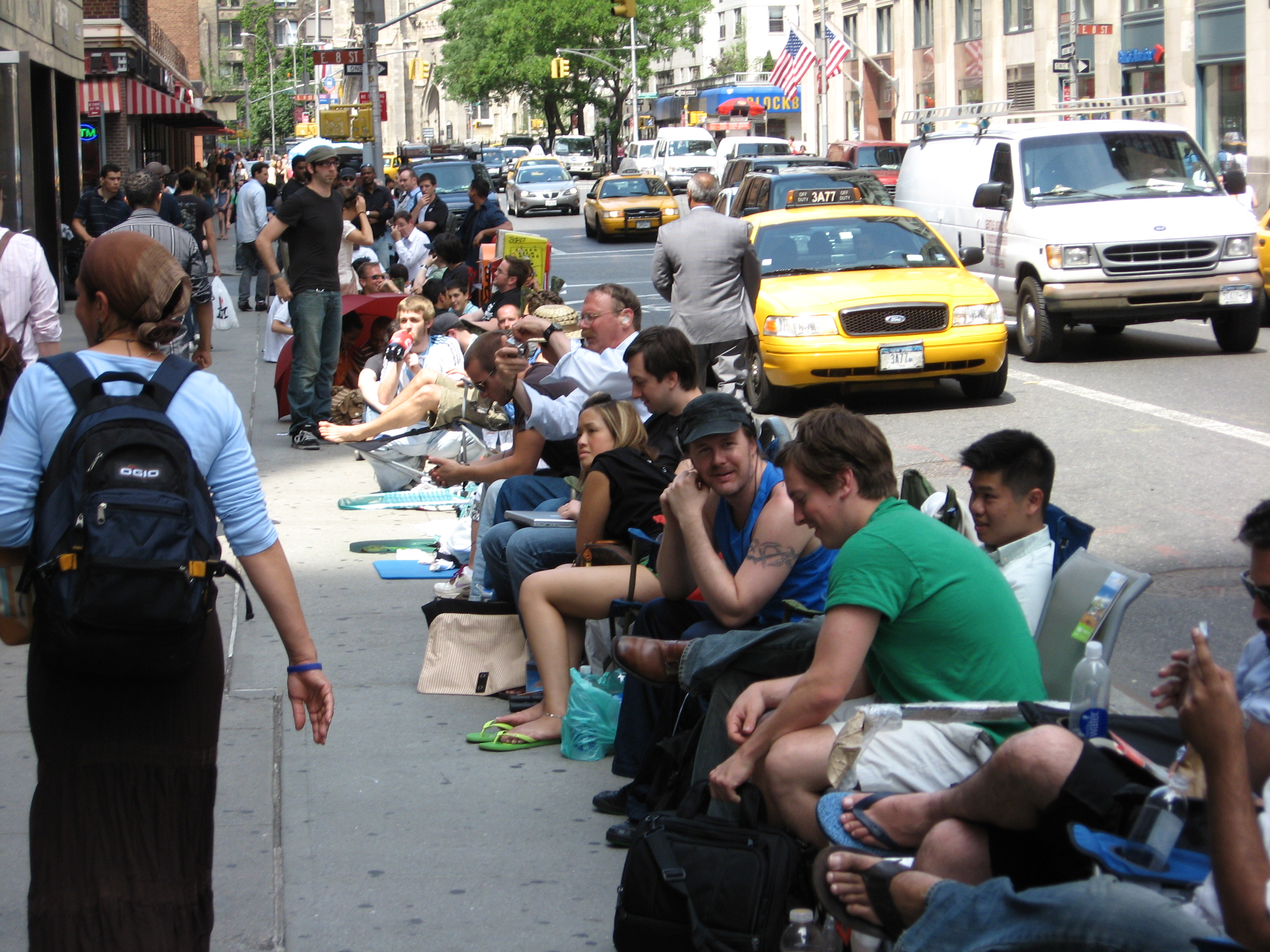
출시 당일, 뉴욕의 한 AT&T 매장앞에서 구매를 기다리는 시민들

## 같이 보기
- 애플 뉴턴
- 스마트폰 비교
- 아이폰